# Flueggea suffruticosa
Flueggea suffruticosa es una especie de planta herbácea  perteneciente a la familia Euphorbiaceae. Es una de las 50 hierbas fundamentales usadas en la medicina tradicional china donde tiene el nombre en chino de:  yī yè qiū (一叶秋).

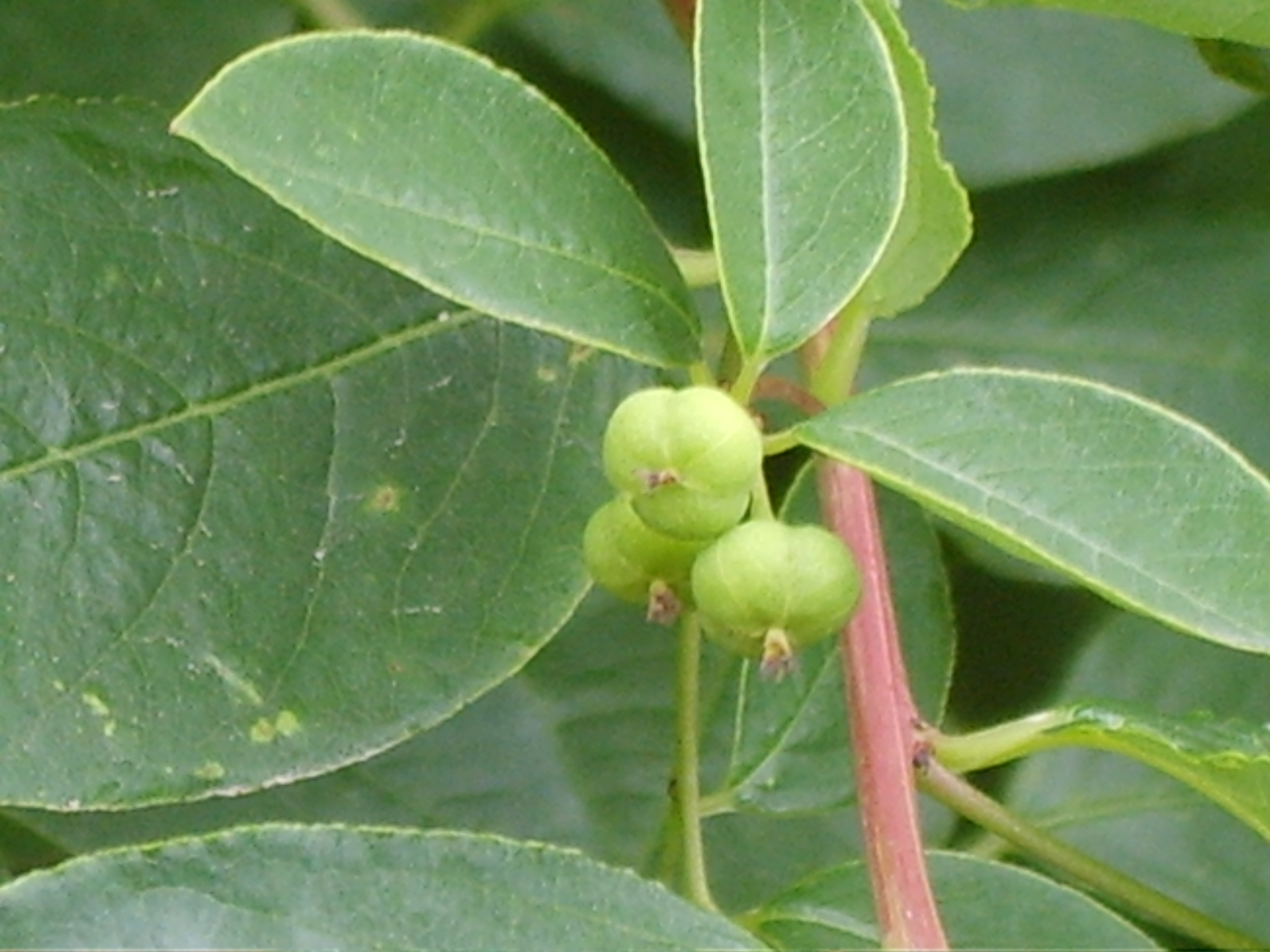
Hojas y fruto

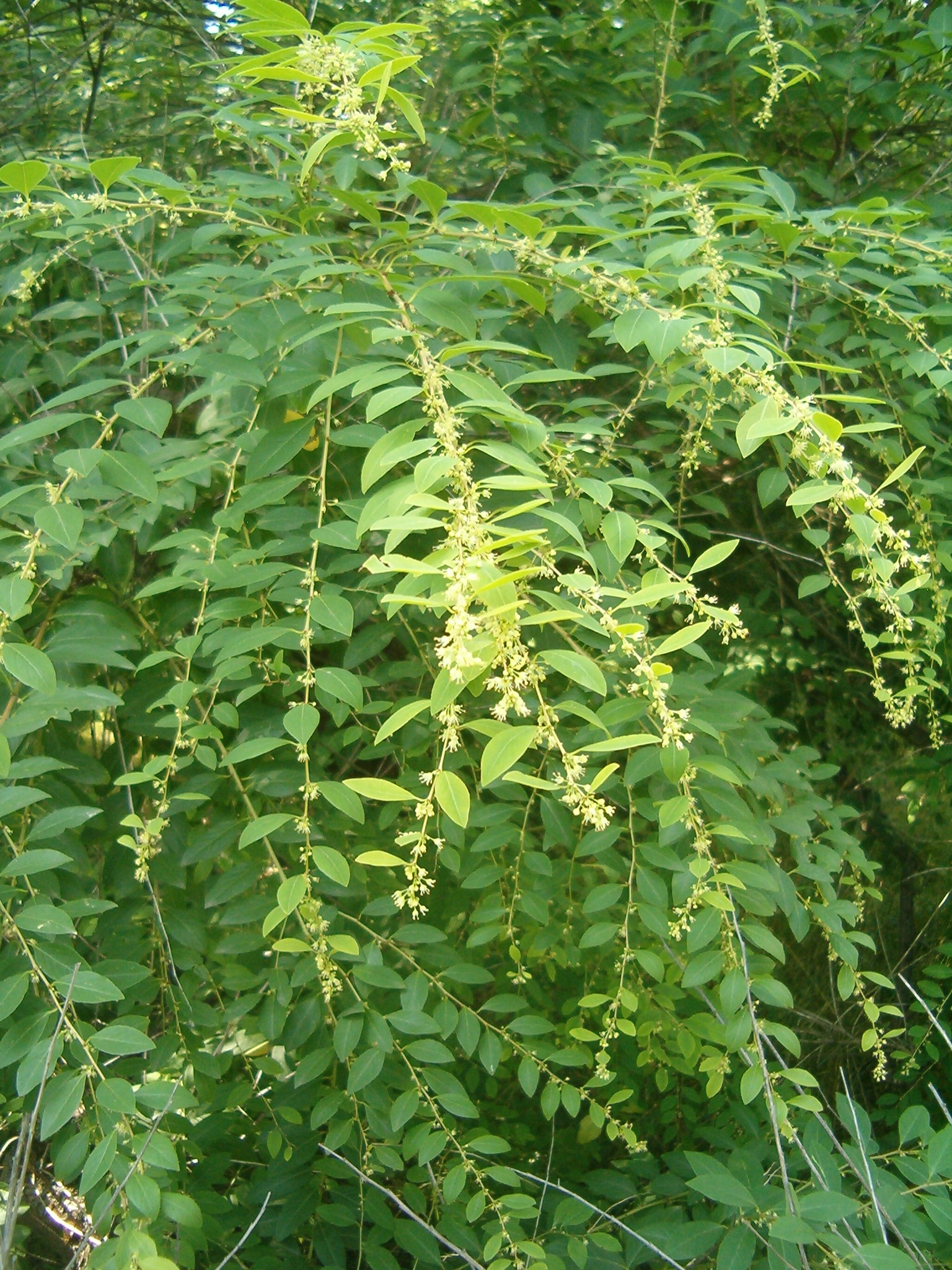
Vista de la planta

## Descripción
La corteza en los tallos en las ramas más antiguas es de color gris, en las jóvenes de color amarillo claro. Las hojas son verdes,  pequeñas, alternas, enteras, glabras,  elípticas u ovales, con una longitud de 1,5-7 cm y 0,6-3,5 de ancho. Las flores son unisexuales, de color verde o verde-amarillo. Florece en junio y julio. El fruto es una cápsula con 6 semillas. Semillas lisas, triangulares sin rodeos, de piel fina, con una longitud de unos 2 mm. Frutifica en septiembre-octubre.

## Distribución
Se encuentra en Rusia, Mongolia, China, Japón, Corea y Taiwán.

## Propiedades
Todas las partes de la planta contienen alcaloides (en las hojas - 0,38% -0,8% en la parte superior de los tallos - hasta el 0,19%). La mayoría contiene securinina (C13H15O2N), de 0,15 a 0,4%. 
Los tallos contienen taninos, almidón y amino — arginina, glutamina, alanina, prolina, Γ-ácido aminobutírico, tirosina, valina y leucina. El mayor número de aminoácidos se han observado en el período de crecimiento intensivo de las plantas.

## Taxonomía
Flueggea suffruticosa fue descrita por (Pall.) Baill. y publicado en Étude générale du groupe des Euphorbiacées 502. 1858.
Etimología
Flueggea: nombre genérico que fue nombrado en honor del botánico alemán Johannes Flüggé.
suffruticosa: epíteto latíno que significa "sufrútice"
Sinonimia
- Acidoton flueggeoides (Müll.Arg.) Kuntze
- Acidoton ramiflorus (Aiton) Kuntze
- Flueggea flueggeoides (Müll.Arg.) G.L.Webster
- Flueggea japonica (Miq.) Pax
- Flueggea trigonoclada (Ohwi) T.Kuros.
- Flueggea trigonoclada (Ohwi) T.Kuros.
- Geblera chinensis Rupr.
- Geblera suffruticosa (Pall.) Fisch. & C.A.Mey.
- Geblera sungariensis Rupr.
- Phyllanthus fluggeoides Müll.Arg.
- Phyllanthus ramiflorus (Aiton) Pers.
- Phyllanthus trigonocladus Ohwi
- Securinega fluggeoides (Müll.Arg.) Müll.Arg.
- Securinega japonica Miq.
- Securinega multiflora S.B.Liang
- Securinega ramiflora (Aiton) Müll.Arg.
- Securinega suffruticosa (Pall.) Rehder
- Securinega suffruticosa var. amamiensis Hurus.
- Xylophylla parviflora Bellardi ex Colla
- Xylophylla ramiflora Aiton[5]